# Комсомольская улица (Волгоград)
Комсомольская улица — улица Волгограда, расположенная в Центральном районе; одна из наиболее известных и оживлённых улиц города.

## История
Современная Комсомольская улица появилась в Сталинграде после войны, в самом конце 1940-х годов. Её появление было напрямую связано с восстановлением разрушенного войной города и реконструкцией центра города. Прежде на месте улиц Комсомольской и Мира находилось царицынское поселение, известное как Преображенский форштадт. В Царицыне в этом предместье существовали три продольные улицы (Еленинская, Варваринская и Екатерининская) и шесть поперечных (Елизаветинская, Анастасийская, Софийская, Надеждинская, Мариинская и Ольгинская). До наших дней сохранились только три улицы: Гоголя (бывшая Елизаветинская), Волгодонская (бывшая Анастасийская) и Пролеткультская (бывшая Екатерининская), которые были переименованы, а после войны укорочены. В связи с послевоенной реконструкцией часть зданий форштадта была снесена, а сам он разделён на четыре квадрата.
Своё название улица Комсомольская унаследовала в 1923 году от улицы Преображенской, которая была названа в честь церкви Преображения, которая была возведена в 1770-е годы за пределами крепостной стены. Комсомольская находится неподалёку от того места, где была Преображенская: для открытия улицы были снесены множество зданий. На месте Преображенской церкви, разрушенной во время войны, находится часть жилого дома и участок улицы Комсомольской чуть южнее пересечения с улицей Мира.

## Пересекаемые улицы
- Улица Михаила Валонина (начало, конец Невской улицы)[3]
- Коммунистическая улица[3]
- Улица Мира[3]
- Проспект Ленина[3]
- Советская улица[3]
- Улица маршала Чуйкова (конец, съезд на набережную 62-й армии)[3]

## Транспорт

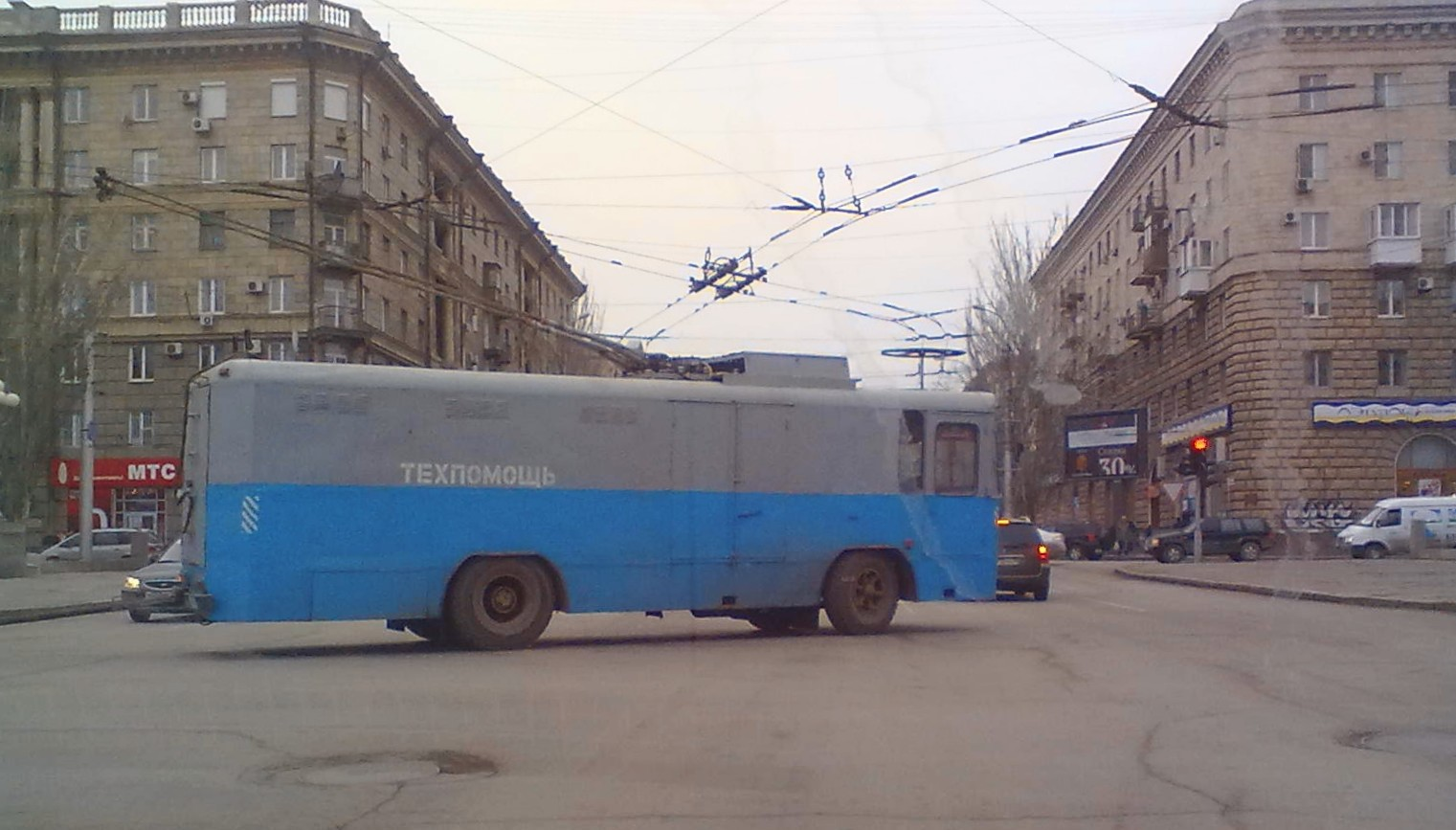
Троллейбус на перекрёстке проспекта Ленина и улицы Комсомольской, 2011 год

На улице находится станция скоростного трамвая Комсомольская, открытая 5 ноября 1984 года: по одной версии, своё название она получила именно в честь улицы, по другой — в честь находящегося рядом Комсомольского сквера. Есть подземный пешеходный переход.
Улица Комсомольская является одним из остановочных пунктов опорного автобусного маршрута № 65 «Жилгородок — ул. им. Тулака». Иные автобусные маршруты: 2, 6, 15, 21, 22, 35, 52э, 54э, 88, 89, 100 (СНТ Мичуринец-7), 107э (СНТ Строитель), 122э (СНТ Мичуринец-7), 123 (Волжский), 146 (Волжский), 152 (Ямы).
Троллейбусные маршруты: 8а, 8к, 9, 10, 10а, 15а.
Маршрутки: 3с, 4, 23а, 50, 98, 110 (рп. Городище), 123 (Волжский), 138т (п. Вторая Пятилетка), 160 (Волжский), 174 (п. Песчанка), 246 (Волжский), 260 (Волжский).

## Известные сооружения
- Комсомольская, 5 — дом купца Алексеева[2]
- Комсомольская, 7 — дом купца Донцова[2]
- Комсомольская, 10 — 7-этажный жилой дом 1958 года постройки (в 2022 году имела место попытка срочного капитального ремонта, однако желающих сделать его не нашлось)[8]
- Комсомольская, 11, 13 и 13А — дома купца Мишнина[2]
- Комсомольская, 16 — дом купца Лапшина[2]

Здание по адресу Комсомольская, 10 (пересечение с проспектом Ленина) относится к объектам культурного наследия и входит в ансамбль «Комплекса застройки проспекта Ленина 1950-х годов».

## Галерея

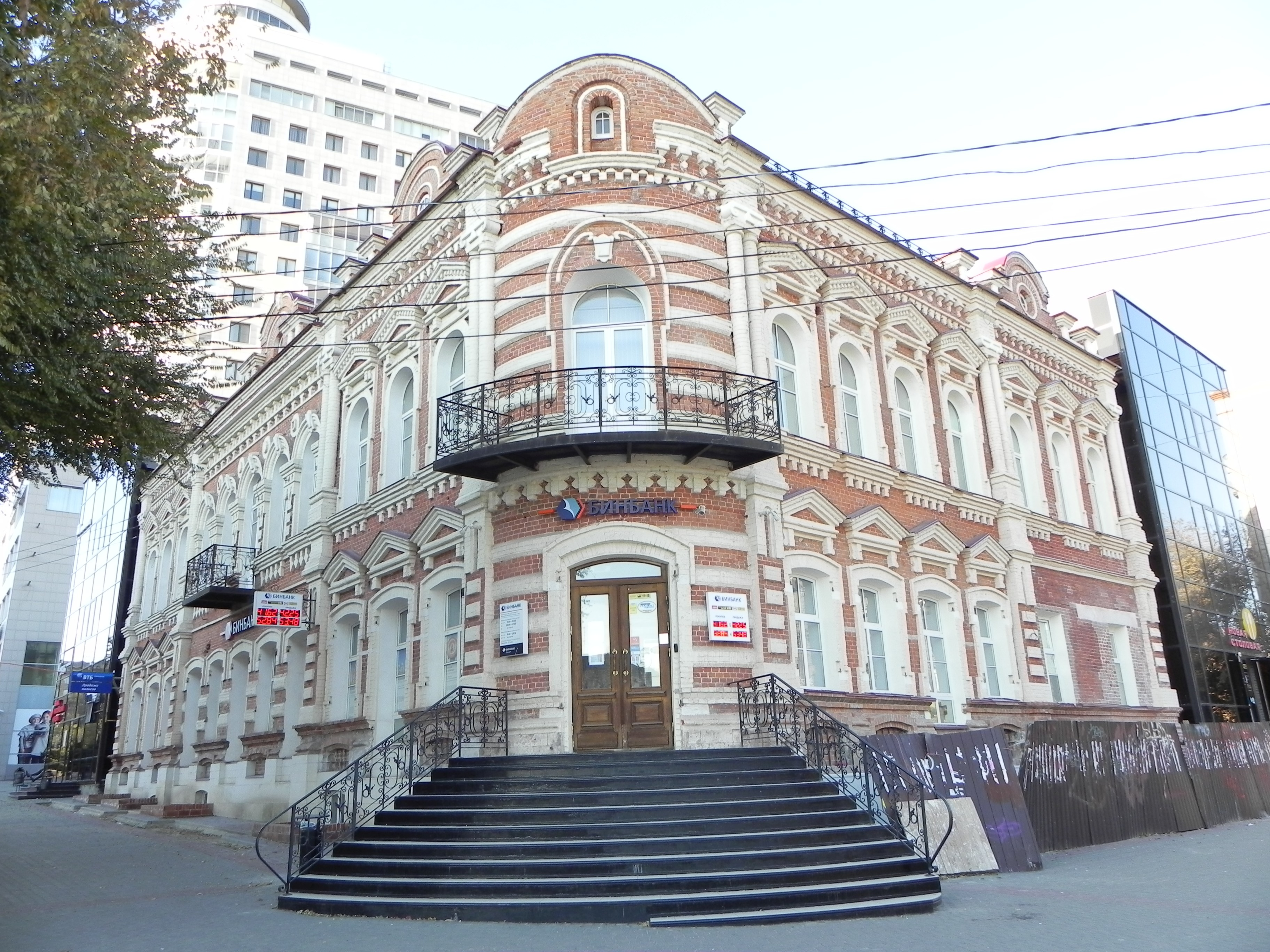
Дом братьев Серебряковых (Комсомольская, 4)
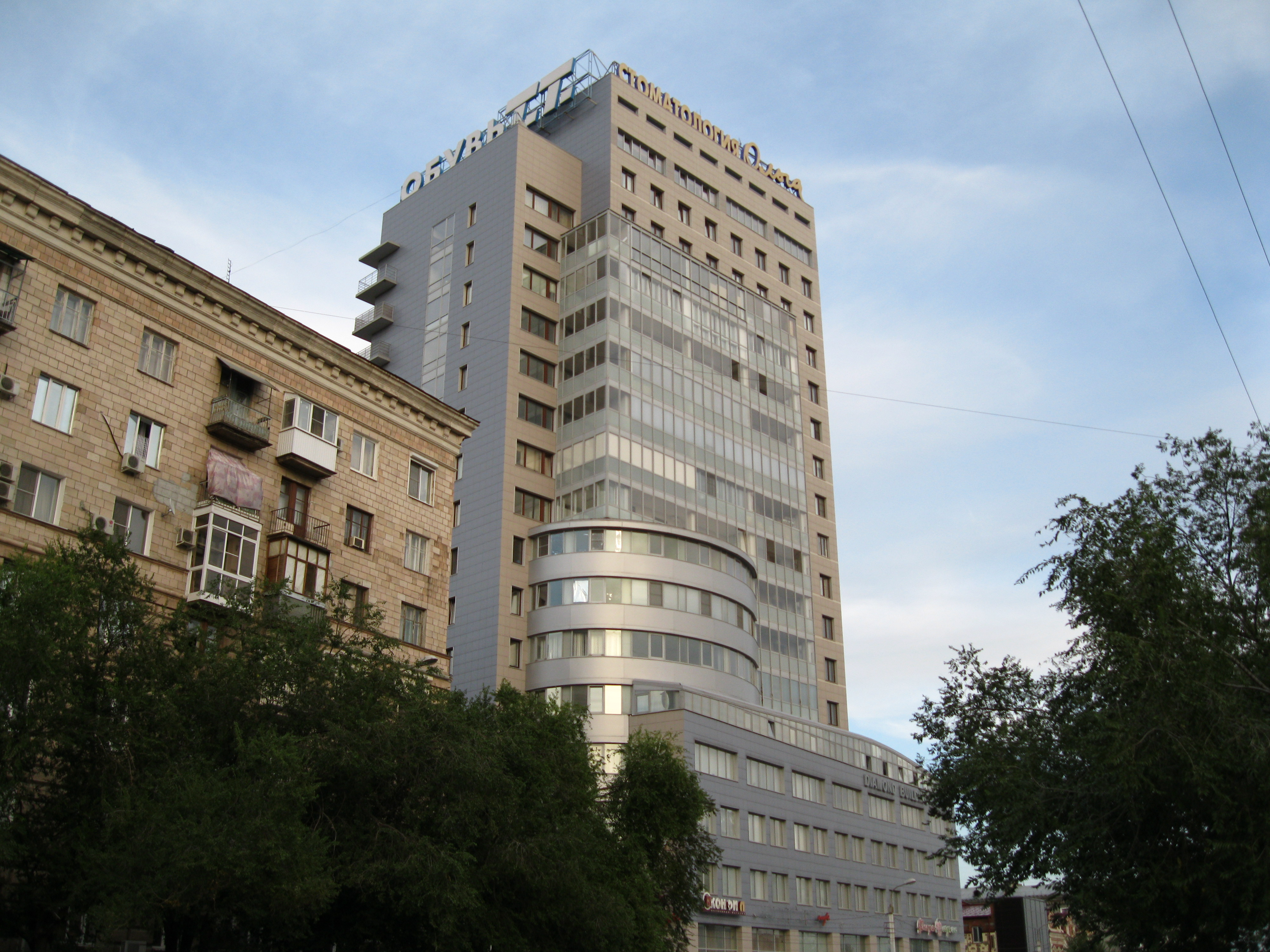
Жилые дома (Комсомольская, 6 и 8)
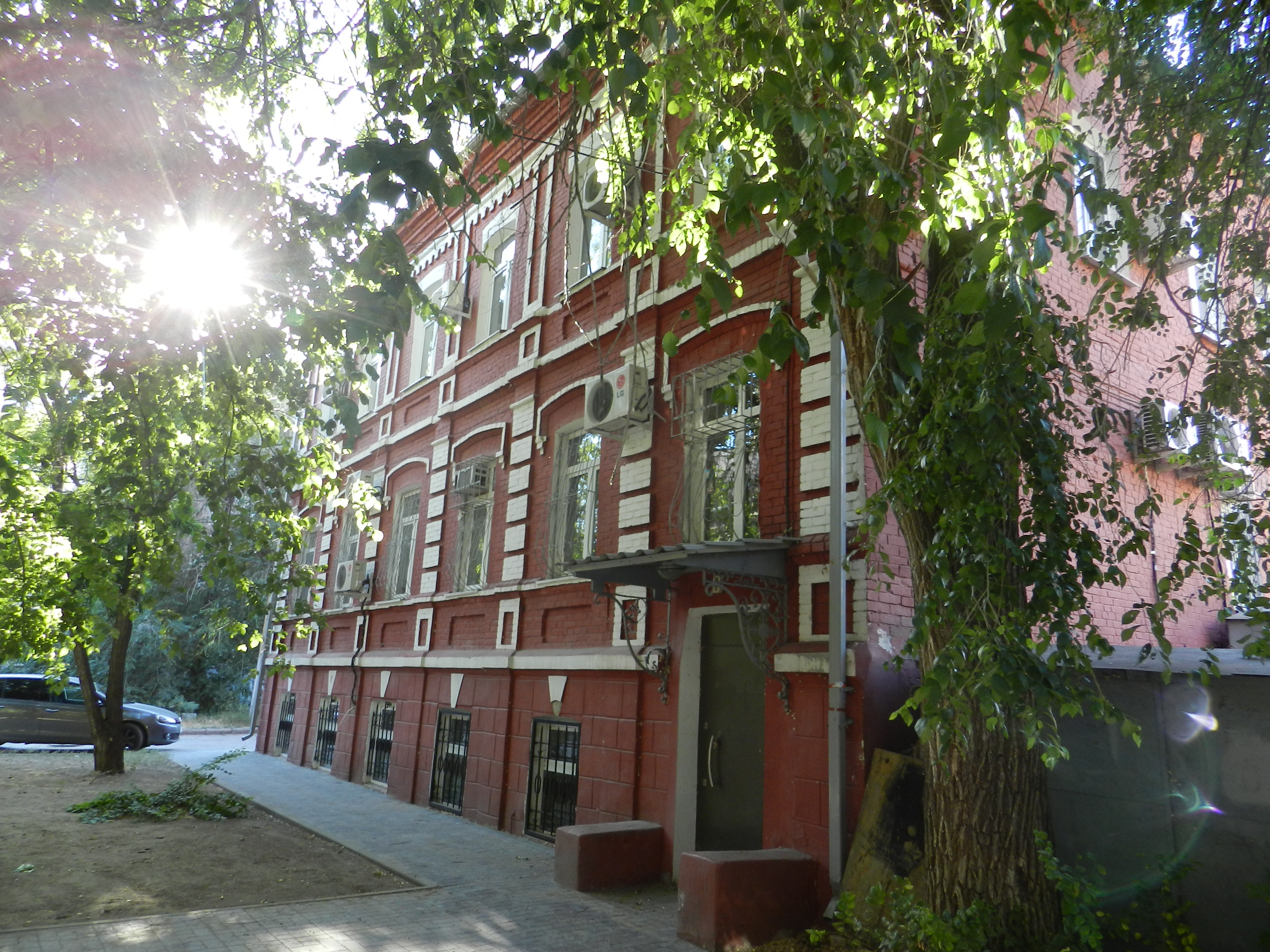
Здание Областного спортивного комитета (Комсомольская, 10)
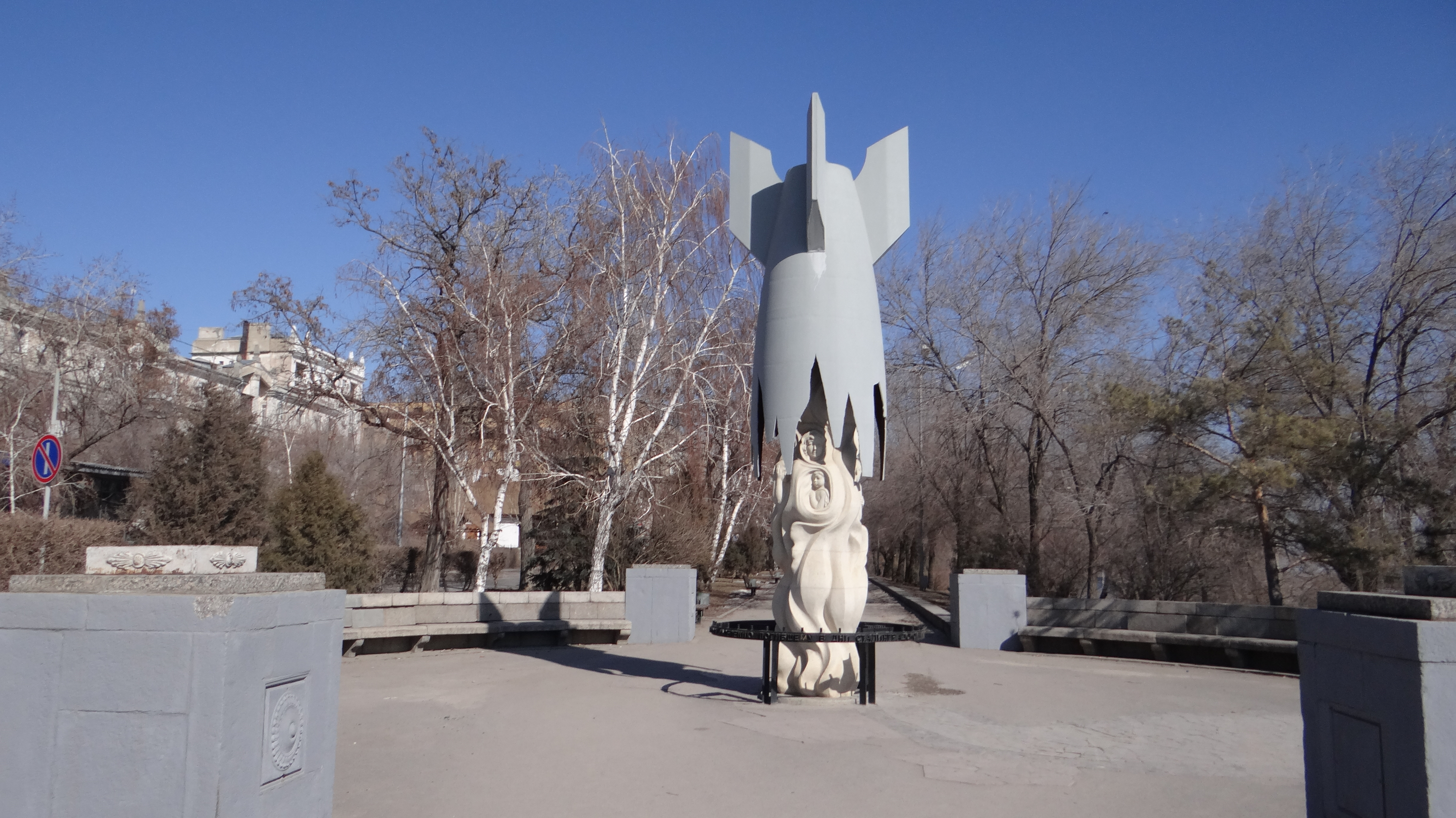
Памятный знак, посвящённый жителям Сталинграда (на углу улиц Комсомольской и маршала Чуйкова)
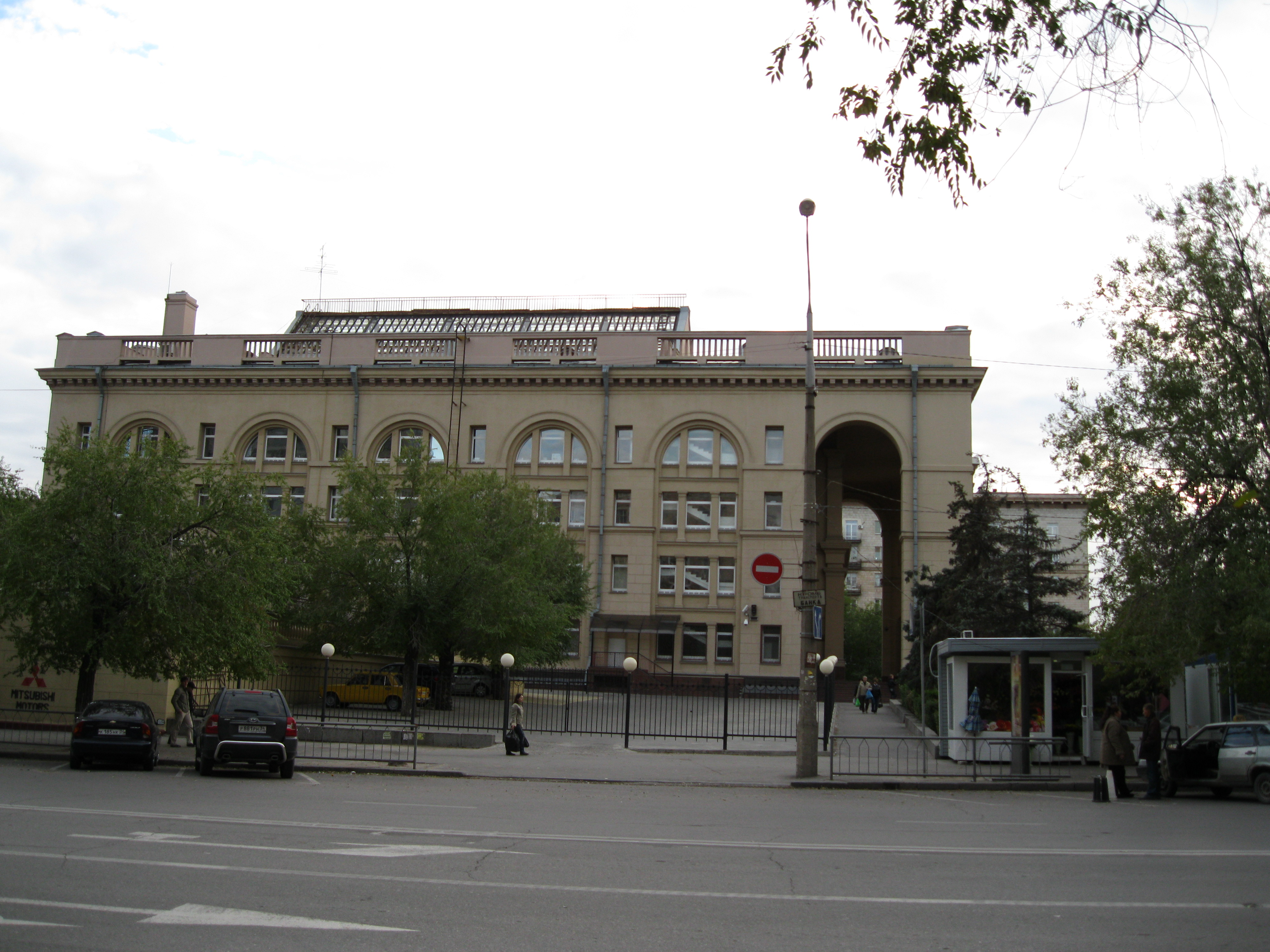
Здание Центрального банка России
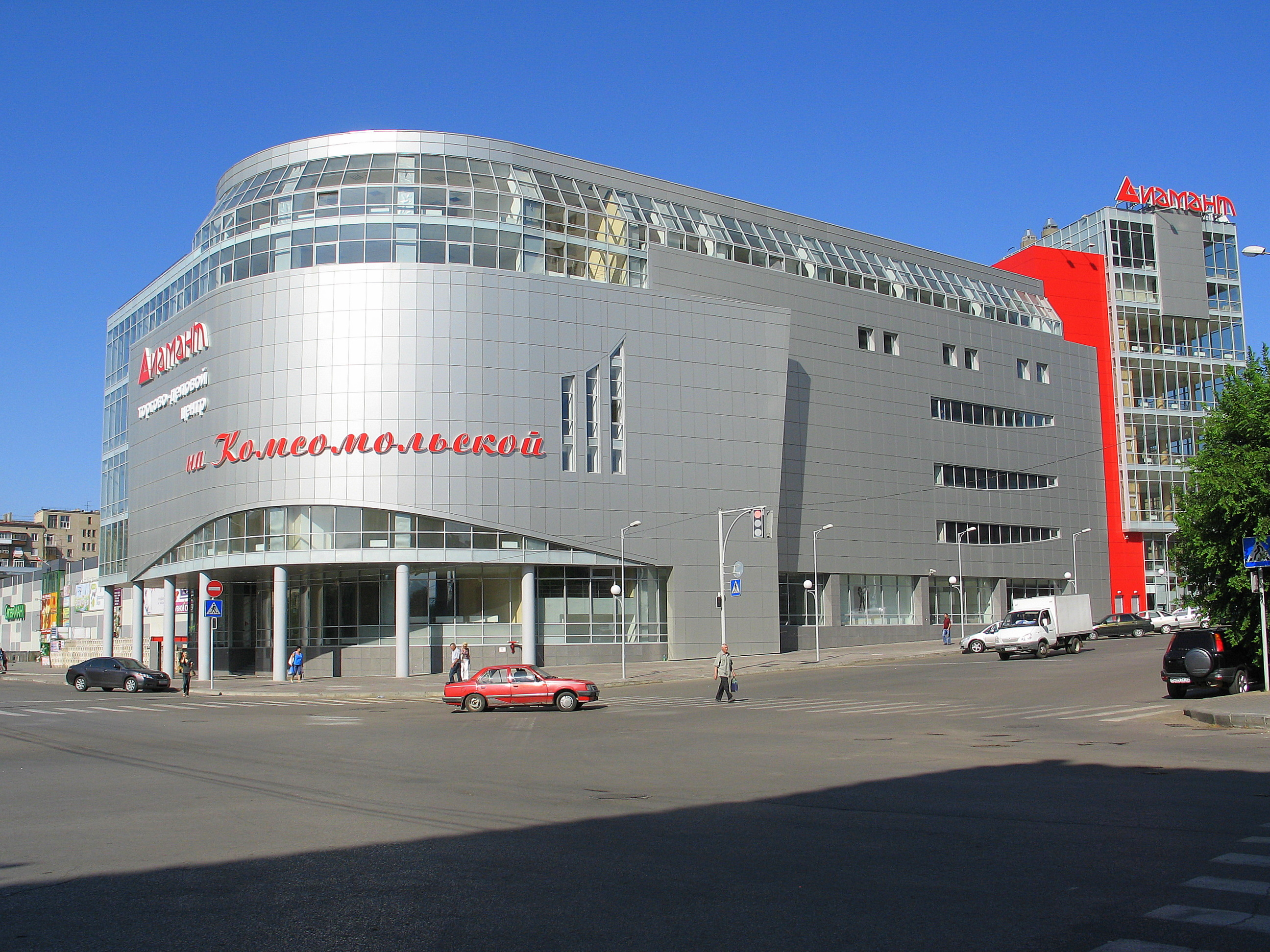
Торговый центр «На Комсомольской»
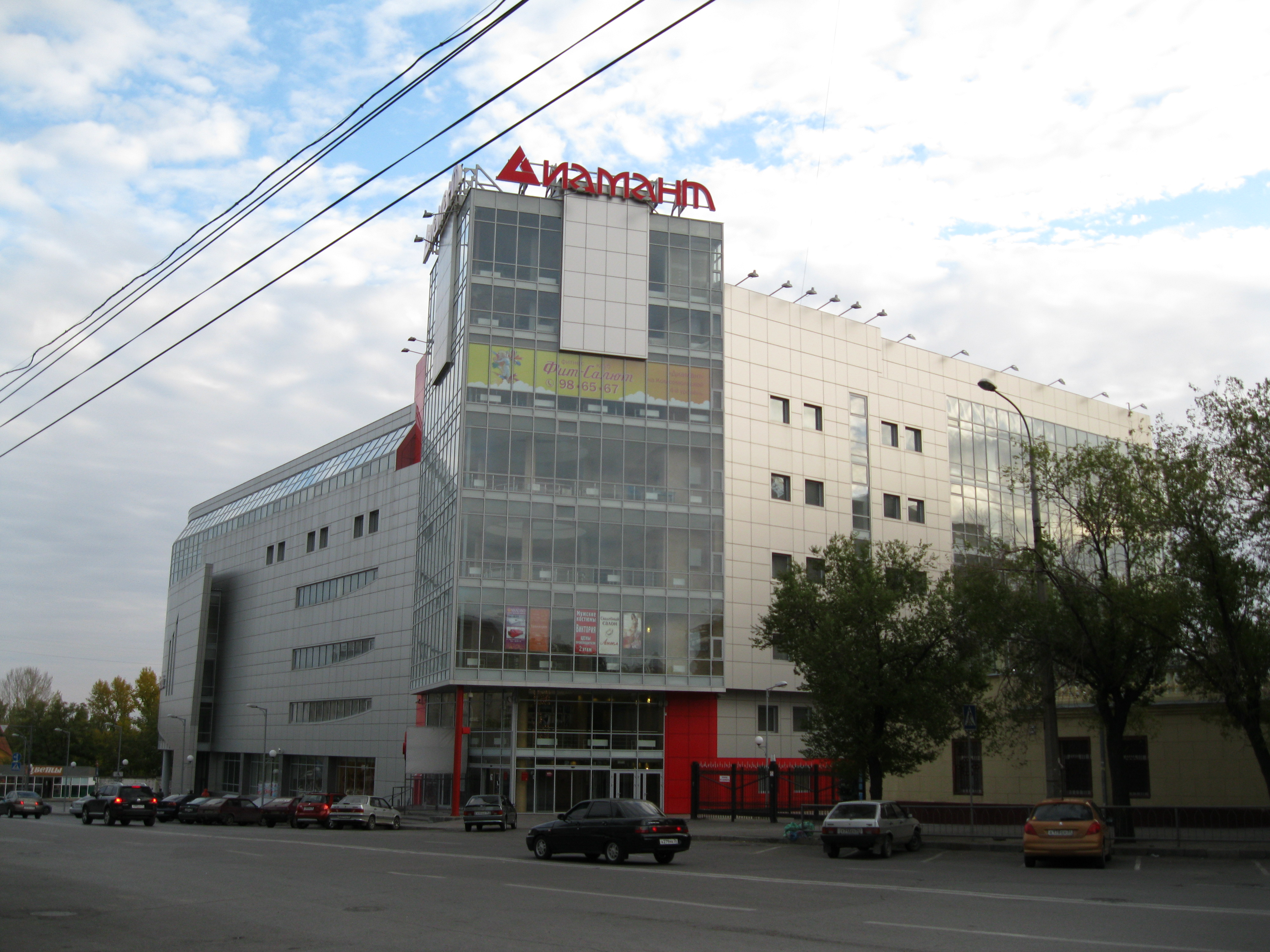
Бизнес-центр «Диамант»
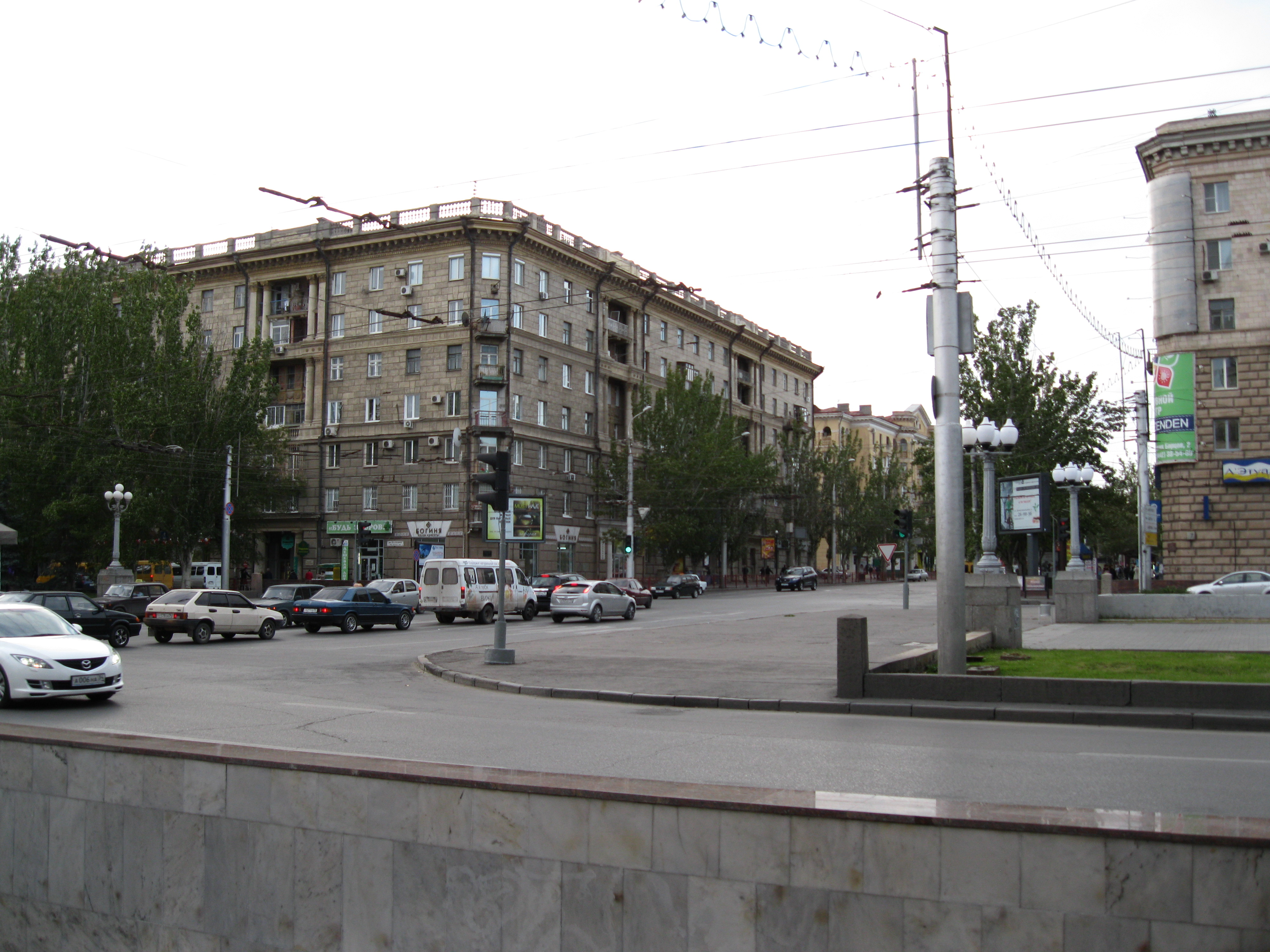
Пересечение Комсомольской с проспектом Ленина